# União Soviética nos Jogos Olímpicos de Verão de 1988
A União Soviética participou dos Jogos Olímpicos de Verão de 1988 em Seul, na Coreia do Sul. Conquistou 55 medalhas de ouro, 31 de prata e 46 de bronze, somando 132 no total. Ficou na primeira posição no ranking geral.
Foi a última participação do país em Jogos Olímpicos, tendo a União Soviética se separado e cada nação competendo singularmente, exceto em 1992, quando foi o chamado Time Unificado.

## Medalhas
| Atleta                                                        | Esporte   | Evento                          | Medalha |
| ------------------------------------------------------------- | --------- | ------------------------------- | ------- |
| Viktor Bryzgin Vladimir Krylov Vladimir Muravyov Vitaly Savin | Atletismo | Revezamento 4x100 m masculino   | Ouro    |
| Vyacheslav Ivanenko                                           | Atletismo | 50 km marcha atlética masculina | Ouro    |